# سانتاندر مکزیک
سانتاندر مکزیک (انگلیسی: Santander México) شرکت خدمات مالی و بانکداری مکزیکی است، که در سال ۱۹۹۱ توسط گروه سانتاندر تأسیس شد.